# Flavi Vopisc
Flavi Vopisc (en llatí Flavius Vopiscus) va ser un dels sis escriptors de la Historiae Augustae, probablement el darrer, ja que parla de Trebel·li Pol·lió, Juli Capitolí i Eli Lampridi (aquest darrer podria ser el mateix que Espartià). L'altre escriptor, Vulcaci Gal·licà és desconegut i poc rellevant.
Vopisc hauria escrit les biografies d'Aurelià, Marc Claudi Tàcit, Florià, Probe, els quatre tirans Firm, Saturní I, Procle i Bonós, l'emperador Car, Numerià, i Carí. Ell mateix diu que les biografies de Dioclecià i els que el segueixen havien de ser redactades per un escriptor amb més elevat estil. La seva selecció de materials no és bona però sembla que es va documentar àmpliament amb autors grecs i va consultar les biblioteques i arxius públics de l'administració i papers privats, especialment el diari i comentaris d'Aurelià.
Va incloure en el seu text cartes d'Hadrià, Valerià I, Claudi II el Gòtic, Aurelià, Zenòbia, Marc Claudi Tàcit, Probe i Car i també actes del senat i discursos llegits en grans ocasions. Era anomenat Syracusius el que fa pensar que era nadiu de Siracusa o almenys de Sicília. Ell mateix diu que va iniciar la feina a petició de Juni Tiberià, prefecte de la ciutat de Roma aproximadament l'any 291, que li va facilitar nombrosos documents. La vida de Car va ser escrita després de l'elevació de Constanci Clor al rang de cèsar o sigui després de l'any 292.